# Taekwondo

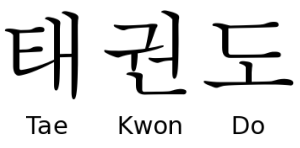
Schriftzug „Taekwondo“ in Hangeul

Taekwondo (koreanisch 태권도, auch Tae-Kwon-Do oder Taekwon-Do, kurz TKD) ist eine koreanische Kampfkunst (englisch Korean Martial Arts, kurz KMA), die oft als Kampfsport ausgeübt wird. Die drei Silben des Namens stehen für Fußtechnik (tae), Handtechnik (kwon) und Weg (do). Obwohl Taekwondo große Ähnlichkeiten mit anderen asiatischen Kampfsportarten aufweist, unterscheidet es sich in einigen wesentlichen Punkten von diesen. So ist die Taekwondo-Technik sehr auf Schnelligkeit und Dynamik ausgelegt, was nicht zuletzt durch den Wettkampf bedingt ist. Im Taekwondo dominieren Fußtechniken deutlicher als in vergleichbaren Kampfsportarten.

## Begriff

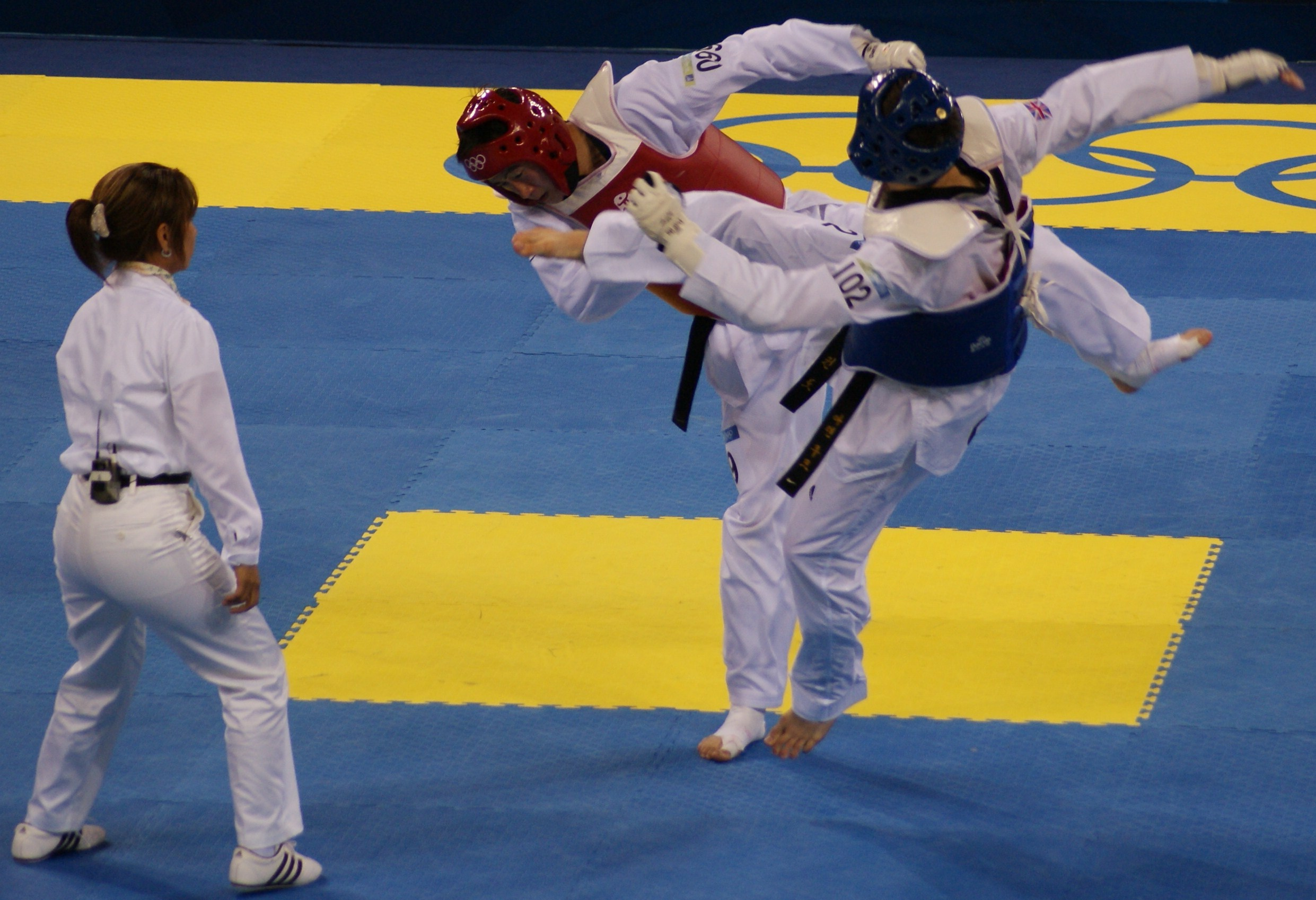
Olympische Spiele 2008

Das Wort Taekwondo setzt sich aus den drei sinokoreanischen Silben tae, kwon und do zusammen und kann als „Der Weg des Fuß- und Faustkampfes“ oder als „Das Dao der Fuß- und Fausttechnik“ interpretiert werden.
| Allgemein | MR   | RR   | Hangeul | Hanja | Bemerkung |
| --------- | ---- | ---- | ------- | ----- | --- |
| Tae       | Tae  | Tae  | 태      | 跆    | bedeutet wörtlich „trampeln“, „auf etwas treten“, kontextabhängig hier für „Fußtechniken“                                                                          |
| Kwon      | Kwon | Gwon | 권      | 拳    | bedeutet wörtlich „Faust“, kontextabhängig hier für „Hand- und Armtechniken“                                                                                       |
| Do        | Do   | Do   | 도      | 道    | bedeutet wörtlich „Weg“, „Pfad“ – sinngemäß ist „Weg“ als Methode oder Zielstreben zu verstehen, kontextabhängig hier für „Lehre“, „Schule“ – einer „Denkrichtung“ |

Taekwondo entstand nach der japanischen Herrschaft in Korea (1905–1945) hauptsächlich aus dem japanischen Karate unter dem Namen „Tang Soo Do“, auch „Tangsoodo“. Die Ähnlichkeiten in Bezug auf Techniken und Formenlauf waren anfangs sehr groß, so dass man es als Karate-Unterstil ansehen konnte. Verschiedene Tang-Soo-Do-Stile wurden vereinigt und als Taekwondo erstmals 1955 offiziell so benannt, welches bis dahin vor allem von General Choi Hong-hi (ITF) unter Einfluss des Shotokan-Karate entwickelt worden war. In der Folgezeit entwickelte sich Taekwondo insbesondere hinsichtlich der Fußtechniken und Formenläufe eigenständig weiter. Weltweit gibt es hauptsächlich drei Taekwondo-Stile (ITF traditionell, ITF reformiert und WT), die sich in der Formausübung (Hyeong, Tul und Pumsae) und im sportlichen Kampf unterscheiden. Im olympischen Wettkampfsystem wurde das Verbot ergänzt, mit der Faust den Kopf zu treffen.

## Disziplinen
Taekwondo als moderner Sport unterteilt sich in einzelne Disziplinen. Je nach Verein oder Schule werden die Schwerpunkte im Training unterschiedlich gesetzt.

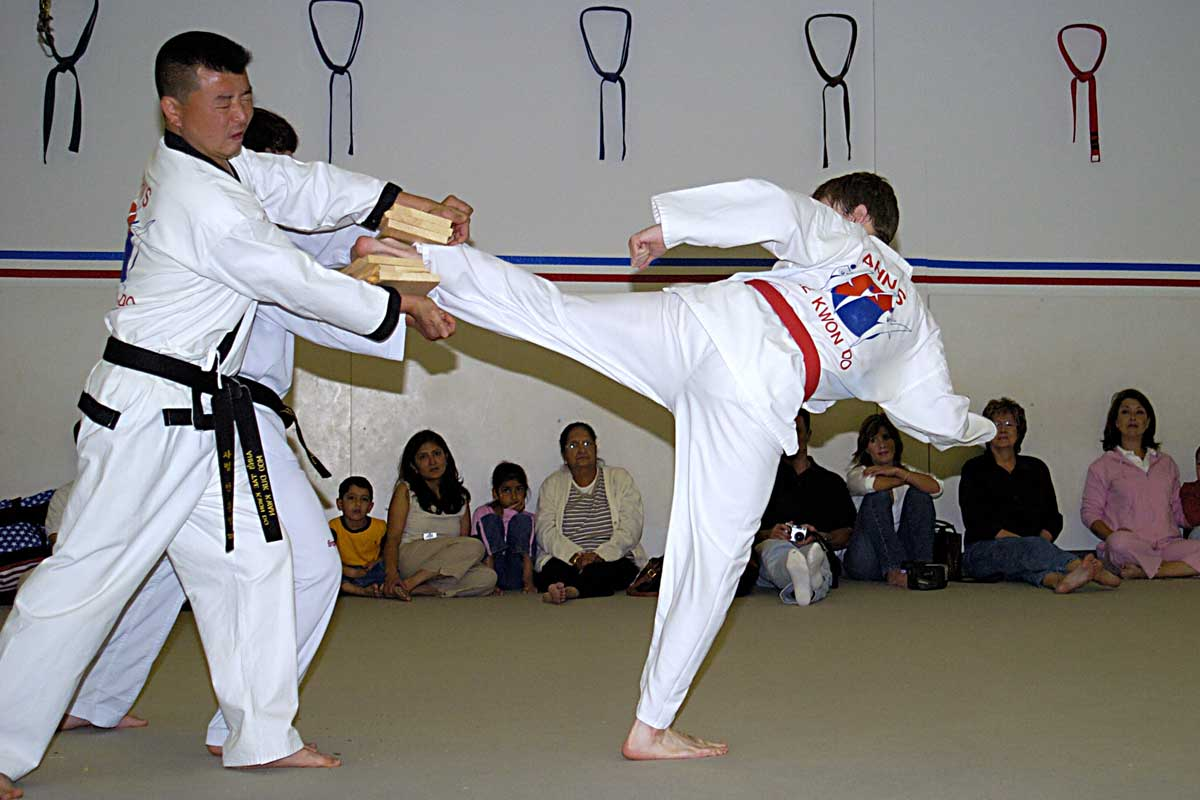
Sportler bei einem Bruchtest

- Grundschule (Gibon Yeonseup): Üben einzelner Bewegungen und Techniken durch mehrfaches Wiederholen, ohne Gegner.
- Formenlauf (Teul, Hyeong, Pumsae – Taegeuk/Palgue): Festgelegte Techniken werden in vorgegebener Reihenfolge durchgeführt.
- Einschrittkampf (Hanbon Gyeorugi, Ilbo Matsogi, Ilbo Daeryeon): Ein Übungskampf mit festgelegter Technikenreihenfolge gegen einen Gegner. Neben dem Einschrittkampf gibt es auch noch den Zwei- und Dreischrittkampf (Ibo- bzw. Sambo-Matsogi, Ibo- bzw. Sambo-Daeryeon); sie haben eher untergeordnete Bedeutung.
- Bruchtest (Gyeokpa): Zerstören von Holzbrettern, Ziegeln oder sonstigen Materialien mittels Taekwondo-Techniken.
- Freikampf (Daeryeon, Matsogi oder Gyeorugi): Freier Übungskampf gegen einen Gegner, häufig ohne Berührung.
- Wettkampf (Chayu Matsogi): Leicht-, Semi- oder Vollkontaktkampf gegen einen Gegner.
- Selbstverteidigung (Hosinsul): Selbstverteidigung gegen einen oder mehrere unbewaffnete oder bewaffnete Gegner.
- Gymnastik (Dosu Dallyon)
- Theorie (Ilon)

## Moral
Durch kontinuierliches Training und bewusste Ausübung dieser Disziplinen soll der Taekwondoin, so wird ein Taekwondo-Betreibender genannt, seinen Geist schulen. General Choi Hong-hi, der Begründer des ursprünglichen Taekwondos, hat dies in fünf zu erreichenden Zielen zusammengefasst, die als „Grundsätze des Taekwondo“ gelten:
1. Ye-Ui, die Höflichkeit
2. Yom-Chi, die Integrität
3. In-Nae, das Durchhaltevermögen, die Geduld
4. Guk-Gi, die Selbstdisziplin
5. Beakjul-bool-gul, die Unbezwingbarkeit

Um diese Ziele zu erreichen, stellte Choi Hong-hi einen Eid auf, dem sich alle Taekwondo-Schüler verpflichtet fühlen sollen:
- Ich verpflichte mich, die Grundsätze des Taekwondo einzuhalten
- Ich verpflichte mich, meinen Trainer und alle Höhergestellten zu achten
- Ich verpflichte mich, Taekwondo nie zu missbrauchen
- Ich verpflichte mich, mich für Freiheit und Gerechtigkeit einzusetzen
- Ich verpflichte mich, bei der Schaffung einer friedlicheren Welt mitzuarbeiten

## Theorie der Kraft nach Choi Hong-hi
Um mit einer Taekwondo-Technik die nötige Kraft und die damit verbundene durchschlagende Wirkung zu erzielen, bedient sich der Taekwondoin bestimmter physikalischer Gesetzmäßigkeiten. Das Wissen um diese physikalischen Gesetze nannte Choi Hong-hi „Theorie der Kraft“, wobei im Taekwondo der Begriff „Kraft“ synonym mit der physikalischen Kraft und den physikalisch verwandten Begriffen Druck (Physik) und Impuls verwendet wird. Die „Theorie der Kraft“ besteht aus:
- Konzentration: Die gesamte Kraft genau im Moment des Schlages auf eine möglichst kleine Fläche wirken zu lassen. Große Fläche = kleine Kraftwirkung, kleine Fläche = große Kraftwirkung.
- Reaktionskraft: Gegnerische Kraft plus eigene Kraft = Kraft, die auf den Gegner einwirkt.
- Gleichgewicht: Angriff wird wirksamer und Abwehr wird stabiler, wenn der Körper sich im Gleichgewicht befindet.
- Atmungskontrolle: Eigene Schlagwirkung und Schutz des eigenen Körpers erhöhen sich durch Anspannen der Bauchmuskeln (Ausatmen und Pressen) im Moment des Schlages.
- Schnelligkeit: Je größer die Geschwindigkeit, desto größer ist die wirksame Kraft.
- Masse: Je größer die am Schlag beteiligte Masse (Hüfte und gesamter Körper, nicht nur der schlagende oder tretende Körperteil), desto größer die wirksame Kraft.

## Geschichte

### Vorgeschichte
Wie in vielen Ländern, aus denen Kampfsportarten hervorgegangen sind, gibt es auch in Korea eine alte Tradition an Kampfkünsten. Diese Tradition reicht etwa anderthalb Jahrtausende zurück, wobei die miteinander verwandten Kampfkünste Subak und Taekgyeon hervorzuheben sind, die vielfältige Handtechniken bzw. auch Fußtechniken und Tänze verwenden. Der Ursprung des Taekwondo ist umstritten, wenngleich die Einflüsse von Subak und besonders Taekgyeon mit Hinblick auf die Fußtechniken als wahrscheinlich angesehen werden, zumal diese Kampfkünste ab 1171 bzw. 1789 dokumentiert sind. Dagegen wird auch die Ansicht vertreten, dass Taekwondo nach 1945 nur aus dem japanischen Karate entwickelt wurde. Karate selbst entstand unter diesem Namen erst in den 1920er Jahren im Wesentlichen aus dem Okinawa-Te. Die gelegentlich anzutreffende Behauptung, Taekwondo stamme bereits vom legendären Staatengründer Dangun ab und sei somit letztlich über 4000 Jahre alt, entbehrt jeder historischen Grundlage.
Nach 1910 wurde Groß-Korea von Japan annektiert. Alles, was Kultur und Geschichte Koreas ausgemacht hatte, wurde systematisch unterdrückt und verboten. Das galt auch für traditionelle koreanische Kampfarten wie Taekgyeon und Ssireum (Ringen). Die japanischen Kolonialherren brachten Kampfarten wie Jiu Jitsu, Kendo, Judo und Karate von zu Hause mit. Während der Besatzungszeit Koreas zerstreuten die Japaner Versammlungen von mehr als zehn Koreanern mit ihren Gerten. Kampfkunst bzw. Kampfsport war in Korea traditionell jedoch eine gesellige Aktivität. Anders als in Japan gab es auch keine Formen, so dass ein Training alleine nicht üblich war. Wie u. a. Song Dok-ki für das Taekgyeon überlieferte, spielten Wettkämpfe immer eine große Rolle. Es gab also zwar kein direktes Verbot von Kampfsport oder -kunst, aber das Versammlungsverbot traf natürlich Taekgyeon, Ssireum und Gungsul (Bogenschießen) genau wie alle anderen koreanischen Traditionen, so dass sie beinahe ausgelöscht wurden.

### Die fünf Ursprungsstile
Nach der Unabhängigkeit Koreas im Jahr 1945 kehrten Koreaner zurück in ihr Heimatland, die in Japan und der Mandschurei japanisches Karate gelernt hatten. Sie eröffneten die fünf ursprünglichen Kampfkunst-Schulen, aus denen später das Taekwondo entstehen sollte. Die Namen dieser Schulen endeten alle auf Kwan, was im wörtlichen Sinne „Halle“ bedeutet.
- Lee Won-Kuk hatte Shōtōkan-Karate bei Gichin Funakoshi gelernt und begann bereits 1944, Dangsudo in seiner Schule, dem Cheongdo-Kwan („Halle des wahren Weges“ – 청도관; 靑濤館) in Seoul, zu unterrichten. Lee flüchtete 1953 aus politischen Gründen nach Japan und emigrierte 1976 in die USA.
- Hwang Ki lernte ab 1936 in der ebenfalls japanisch besetzten Mandschurei vermutlich Karate, auch wenn er den Stil später als einen chinesischen ausgab (siehe Ursprung von Karate). 1945 gründete er in Seoul den Moo Duk Kwan („Halle der Kampftugenden“ – 무덕관; 武德館). Seinen Stil nannte er zunächst ebenfalls Dangsudo, später dann, in Korea, Subakdo (meist Soo Bahk Do geschrieben) – 수박도, 手搏道. Auf internationaler Ebene behielt er den Namen Dangsudo (meist geschrieben als „Tang Soo Do“, auch „Tangsoodo“, kurz TSD) bei, unter dem sein Stil vor allem in den USA heute noch betrieben wird. Hwang Kis Kampfkunstschule nennt sich heute international wie in Korea bzw. USA offiziell Soo Bahk Do Moo Duk Kwan.
- Chun Sang-Sup hatte Judo und Karate während seines Studiums in Japan gelernt und schloss sich 1946 dem Yeonmu-Kwan an, der größten Seouler Judo-Schule, wo er neben Judo auch Gongsudo bzw. Kongsoodo (jap. Karatedo) unterrichtete. Chun gilt als im Korea-Krieg verschollen. Seine Schüler änderten den Schulnamen daraufhin in Jido-Kwan („Weg der Weisheit“ – 지도관; 智道館).
- Yoon Byung-In kehrte als ranghöchster koreanischer Karateka aus Japan zurück, wo er bei Kanken Toyama (Stilgründer des Shudokans – 修道舘) den 5. Dan im Shudokan-Karate erreicht hatte. Er soll in der Mandschurei auch Kwŏnbŏp (권법, 拳法; sinokoreanische Aussprache vom chinesischen Begriff „拳法 Quánfǎ“, alias japanische Aussprache „Kenpō“, wörtlich „Faustlehre, Faustmethode“) gelernt haben. Ebenfalls 1946 gründete er den Changmu-Kwan im Seouler YMCA und nannte seinen Stil (vermutlich aus politischen, das heißt anti-japanischen Gründen) Kwon-Bop (wörtlich „Faustlehre, Faustmethode“). Yoon wurde vermutlich während des Korea-Krieges nach Nordkorea verschleppt.
- Ro Byung-Jik hatte zusammen mit Lee Won-Kuk Shōtōkan-Karate bei Gichin Funakoshi gelernt und trug bei seiner Rückkehr den 1. Dan. Seine erste Schule – Song Moo Kwan – 송무관; 松武館 – gründete er bereits vor der Unabhängigkeit in Kaesŏng im heutigen Nordkorea, zog aber mangels Erfolg 1946 nach Seoul und eröffnete dort den  Song Mu Kwan – 송무관; 松武館 (abgeleitet von „Song Do Kwan“, der koreanischen Aussprache des japanischen Shōtōkan – 松濤館).

Alle nannten ihren Stil zunächst Dangsudo (Tangsoodo), „Weg der (Dang-)China-Hand“, später nach dem Prozess der Meiji-Restauration als Gongsudo (Kongsoodo) – „Weg der leeren Hand“. In beiden Fällen handelt es sich um die koreanische Aussprache dessen, was nach der japanischen Aussprache als Karatedo gelesen wird. Das Wort „Karate“ erfuhr im Anfang des 20. Jahrhunderts in den 1930ern nach der Zeit der Meiji-Restauration im kaiserlichen Japan eine Deutungs- bzw. Bedeutungsänderung von „(Dang-)China-Hand“ in „leere Hand“ aus Gründen des Nationalismus in Japan (vgl. Gichin Funakoshi, Nationalismus). In diesen fünf ersten Seouler Taekwondo-Schulen wurde ursprünglich also die eine oder andere Art Karate trainiert, und Ausländern gegenüber wurde es bis in die 1960er Jahre hinein als „Koreanisches Karate“ vorgestellt. Allerdings bestanden zwischen den Schulen unterschiedliche Standards für Dan-Prüfungen.

### Die 1950er Jahre
Bereits vor dem Koreakrieg (1950–1953) war es zu ersten Gesprächen über einen eventuellen Dachverband gekommen, doch erst während des Kriegs einigten sich die Kwan-Vertreter in Busan auf die Koreanische Gongsudo-Vereinigung. Diese erste Vereinigung zerfiel bereits nach wenigen Monaten, weil Hwang Ki gleich darauf in Seoul im Alleingang die Koreanische Dangsudo-Vereinigung gründete, woraufhin auch Son Duk-sung aus der Gongsudo-Vereinigung austrat. Son Duk-sung hatte inzwischen die Leitung des Cheongdo-Kwan übernommen, damals die größte zivile Kampfkunst-Schule.
Kurz nach dem Krieg gelang es Generalmajor Choi Hong-hi, durch seine Schüler Einfluss auf die Leitung des Cheongdo-Kwan zu nehmen; er selber wurde Kwan-Chef ehrenhalber. Choi hatte Anfang der 1940er Jahre in Japan je nach Quelle den 1. oder 2. Dan im Karate erlangt, bevor er erst der japanischen, nach Koreas Unabhängigkeit der koreanischen Armee beitrat. Bei jeder Gelegenheit trainierte er seine Untergebenen und Kollegen im Karate und traf dabei auf den hochtalentierten Nam Tae-hi, der Dangsudo im Cheongdo-Kwan gelernt hatte und gleich Chois rechte Hand wurde. Nam Tae-hi beeindruckte Koreas Präsident Rhee Syng-man während einer Demonstration im Jahre 1952 mit einem Dachziegel-Bruchtest so sehr, dass dieser Gongsudo-Training für alle Soldaten anordnete. Dazu gründeten Choi und Nam 1953 den militärinternen Odo-Kwan („Mein Weg“), der im Laufe der Zeit zur einflussreichsten Kampfkunst-Schule wurde, denn früher oder später musste jeder junge Koreaner das Militär passieren. Somit verschärfte sich die Situation für die anderen Kwan, denn im Militär wurden zunächst nur die Dan-Graduierungen des Choi-hörigen Cheongdo-Kwan anerkannt.
In den späteren 1950er Jahren spitzte sich die Lage auf einen Machtkampf zwischen Hwang Ki und Choi Hong-hi zu. Hwang organisierte mehrere Dangsudo-Vorführungen und bemühte sich, seinen Stil über seine Schüler im Militär bekannt zu machen. 1955 organisierte Choi mit Unterstützung der Regierung eine Kommission, die erneut über eine Vereinigung der verschiedenen Gongsudo-Stile verhandelte. Diese Kommission umfasste allerdings nicht alle betroffenen Kwan, sondern bestand aus Vertretern des Cheongdo-Kwan, des Odo-Kwan, des Militärs und der Regierung. Bei dieser Gelegenheit kreierte Choi Hong-hi am 11. April 1955 den Namen „Taekwondo“, ein Name, der, schmissig ausgesprochen, ganz bewusst an das traditionelle Taekgyeon erinnern sollte, auch wenn es keine inhaltliche Verwandtschaft dazu gab. Dieser Name wurde bis in die 1960er Jahre außerhalb von Chois Einflussbereich, also dem Cheongdo-Kwan und dem Odo-Kwan, nicht verwendet.
Hwang Ki kreierte ebenfalls einen neuen Namen für seinen Stil, nachdem er 1957 das alte Buch „Muye Dobo Tongji“ (etwa „Illustriertes Handbuch der Kampfkünste“) von etwa 1790 wiederentdeckt und ins moderne Koreanisch übersetzt hatte: Subakdo, etwa „Weg der schlagenden Hand“. Daneben behielt er die Bezeichnung Dangsudo für seine internationalen Bestrebungen bei, unter der er zunächst lokale Vorführungen und ab den 1960er Jahren internationale Turniere organisierte.
Mit Unterstützung der Rhee-Regierung organisierte Choi 1959 die Gründung der ersten Koreanischen Taekwondo-Vereinigung und wurde deren erster Präsident. Hwang Ki und andere plädierten dabei für den Namen Dangsudo, aber mittels seiner militärischen Autorität konnte Choi sich durchsetzen.

### Die 1960er Jahre
Chois Machtbasis brach im Zuge der Studentenrevolution am 19. April 1960 zusammen, ebenso die frisch gegründete, aber offiziell noch nicht registrierte Taekwondo-Vereinigung. Hwang Ki nutzte die Gunst der Stunde: Mithilfe eines guten politischen Kontaktes im Ministerium gelang ihm kurz darauf handstreichartig die Registrierung seines eigenen Verbandes, den er in Koreanische Subakdo-Vereinigung umbenannte. Damit war der Weg für Taekwondo zunächst verbaut, denn eine zweite Vereinigung für den gleichen Sport registrieren zu lassen war nicht möglich.
Am 16. Mai 1961 putschte General Park Chung-hee, und kurz danach wurde per Dekret Nr. 6 die Neuordnung der Dangsudo/Gongsudo/Subakdo-Registrierung verordnet. Dies hätte die große Stunde des Generals Choi Hong-hi werden können, doch es gab Differenzen zwischen den beiden Militärführern, und Choi wurde als Botschafter nach Malaysia abgeschoben. Die koreanische Taekwondo-Entwicklung fand für die nächsten vier Jahre ohne Choi statt. Er entwickelte im Exil sein Hyeong-System (siehe unten, „Formenlauf“) und setzte seine Bemühungen eigenmächtig fort, Taekwondo international, etwa bei den US-Truppen in Vietnam, bekannt zu machen.
Im September 1961 kam es zur Gründung der Koreanischen Taesudo-Vereinigung (Korean Taesoodo Association, kurz KTA), wobei man sich auf den neuen Namen „Taesudo“ (etwa „Tritt-Hand-Weg“) als Kompromiss zwischen Dangsudo, Subakdo und Taekwondo einigte. Man entwickelte einheitliche Prüfungs- und Wettkampfregeln und schickte Show-Teams ins Ausland.
Korean Taekwondo Association: 1965 kehrte Choi Hong-hi nach Korea zurück, und er wurde gleich zum neuen KTA-Präsidenten gewählt. Sofort änderte er den Namen der Kunst in Taekwondo – angeblich wurde die Namensänderung mit einer Stimme Mehrheit beschlossen – und forcierte die Bestrebungen nach Internationalisierung. So kam Taekwondo nach Deutschland und führte 1967 zur Gründung des Deutschen Taekwondo-Verbandes mit Ausrichtung der 1. Deutschen Taekwondo-Meisterschaft. Hwang Kis Moo Duk Kwan spaltete sich über die Streitfrage, ob man Chois KTA folgen solle oder nicht, und viele seiner Schüler schlossen sich der KTA an. Hwang Ki selbst blieb von der KTA unabhängig und gründete später im Ausland, insbesondere in den USA, verschiedene Dangsudo-Verbände.
Gründung der ITF: Der permanente Streit zwischen KTA-Präsident Choi und den anderen Kwan-Leitern führte dazu, dass man Choi bereits ein Jahr später nötigte, vom Posten zurückzutreten und ihm im Gegenzug die Gründung eines eigenen Verbandes, der International Taekwon-Do Federation, kurz ITF, zusicherte. Sie wurde am 22. März 1966 in Seoul mit den Gründungsländern Arabien, Deutschland (West), Italien, Korea, Malaysia, Singapur, Türkei, USA und Vietnam vollzogen. Erster und bis zu seinem Tod einziger Präsident war Choi Hong-hi.
In den folgenden Jahren wuchs der Konflikt zwischen der KTA und der ITF, sodass man in der KTA eigene Formen entwickelte, die Pumsae (erst acht Palgwe, dann acht Taegeuk) und die neun Yudanja (koreanische Aussprache des japanischen „Yudansha“, siehe unten, „Formenlauf“).

### Die 1970er Jahre
1971 wurde Kim Un-Yong zum 6. KTA-Präsidenten gewählt. Im selben Jahr stellte sich der südkoreanische Präsident Park Chung-hee zur Wiederwahl, und weil er eine Krise kommen sah, rief er Ende des Jahres den nationalen Notstand aus. Noch vorher entdeckte er Taekwondo als nationales Erziehungsmittel und fertigte am 20. März 1971 höchstpersönlich eine Kalligrafie an, mit der er Taekwondo zum koreanischen Nationalsport (Gukki Taekwondo, etwa „nationaler Schatz Taekwondo“) erklärte. Im selben Jahr erfolgte die Grundsteinlegung des Kukkiwon (etwa „Ausübungsstätte des nationalen Schatzes“), des „Welt-Taekwondo-Hauptquartiers“ (so der offizielle Titel), das 1972 fertiggestellt wurde. Präsident war ebenfalls Kim Un-yong.
Trennung der Verbände in WT und ITF: Im selben Jahr verließ Choi Hong-hi vermutlich wegen Verbandsstreitigkeiten Südkorea. Er verlegte den Sitz der ITF nach Toronto in Kanada und begann die Reform seines Taekwon-Do. Als Folge davon wurde am 28. Mai 1973 im Zuge der im Kukkiwon stattfindenden ersten Taekwondo-Weltmeisterschaft die World Taekwondo, kurz WT, mit Sitz in Seoul gegründet. Auch hier wurde Kim Un-Yong Präsident. KTA, WT und Kukkiwon arbeiteten nun mit Unterstützung der Park-Regierung Hand in Hand daran, die verschiedenen Taekwondo-Schulen (Kwan) Südkoreas aufzulösen, um ein einheitliches Taekwondo-System durchzusetzen. Hwang Ki gewann zwar diverse Prozesse dagegen, doch der Druck auf ihn und seine Schule wurde immer größer, bis er schließlich nachgab und 1974 in die USA zog. 1976 wurden die noch bestehenden Kwan durch Nummern ersetzt und zwei Jahre später ganz aufgelöst.

### Auf dem Weg zur olympischen Sportart

Olympisches Taekwondo-Piktogramm

Die späteren 1970er und 1980er Jahre waren geprägt durch den Konflikt beider Taekwondo-Weltverbände, respektive ihrer Präsidenten Choi Hong-hi und Kim Un-Yong. Kim konnte dabei auf die massive Unterstützung seiner Regierung bauen, und so gelang ihm schließlich 1980 die Anerkennung der WT als Weltfachverband Taekwondo vom IOC. Bei den Olympischen Spielen 1988 in Seoul und 1992 in Barcelona war das WT-Taekwondo als Demonstrationswettbewerb zugelassen, seit den Olympischen Spielen 2000 in Sydney ist es eine vollwertige olympische Disziplin.

### Ende der Ära von Choi und Kim
Choi ging einen anderen Weg und besuchte mit einem Team 1981 Nordkorea, wo seitdem ITF-Taekwondo betrieben wird. Das wurde ihm in Südkorea sogleich als Landesverrat angelastet. Bis heute wird sein Name dort weitgehend verschwiegen, und seine Leistungen als „Vater des Taekwondo“ werden nicht anerkannt. Er starb am 20. Januar 2002 in Nordkorea, Hwang Ki ebenfalls 2002 in Südkorea, und Kim Un-yong wurde im Juni 2004 wegen Korruption und Veruntreuung zu einer zweieinhalbjährigen Freiheitsstrafe verurteilt, aus der er Ende Juni 2005 im Zuge einer Generalamnestie entlassen wurde. Kim Un-yong starb am 3. Oktober 2017.

## Verbände und Organisationen

### Allgemein
Taekwondo ist sowohl national als auch international in sehr viele Verbände zersplittert; es lassen sich allerdings zwei dominante Organisationen identifizieren: die beiden Weltverbände ITF (International Taekwon-Do Federation, gegründet im Jahr 1966) und WT (World Taekwondo, gegründet 1973). In Deutschland ist die Deutsche Taekwondo Union (DTU) dem Weltverband WT angegliedert. Die DTU ist dem Deutschen Olympischen Sportbund angegliedert und somit offizieller Taekwondo-Verband in Deutschland.
Darüber hinaus gibt es viele unabhängige Schulen, die sich mehr oder weniger an die Verbandsstile anlehnen oder sich am „traditionellen“ Taekwondo-Stil orientieren, wie er ursprünglich von General Choi Hong-hi in den 1950er und 1960er Jahren entwickelt wurde. Ein Beispiel hierfür ist das „Traditionelle Taekwondo“ nach Kwon Jae-hwa, welches sich deutlich von dem „modernen“ Taekwondo der DTU, ITF und WT unterscheidet, vor allem durch den Verzicht auf Schutzausrüstung beim Wettkampf. Es wird kontaktloser Kampf praktiziert, Schläge und Tritte werden kurz vor dem Gegner abgestoppt.

### Die zwei größten Verbände: ITF und WT
Die ITF (International Taekwondo Federation) wurde am 22. März 1966 in Seoul gegründet. Gründungsmitglieder waren die Landesverbände Arabien, Deutschland, Italien, Korea, Malaysia, Singapur, Türkei, USA und Vietnam. Choi Hong-hi wurde der erste Präsident der ITF und hatte dieses Amt bis zu seinem Tode 2002 inne. In den nachfolgenden Jahren kamen zahlreiche neue Landesverbände hinzu. Zurzeit gehören der ITF über 100 Landesverbände an, und die Zahl der Schüler geht in die Millionen. Zwei Jahre nachdem die ITF ihren Hauptsitz nach Toronto verlegt hatte (1972), wurde die erste ITF-TKD-WM durchgeführt. Die ITF hat ihren Sitz in Wien, nachdem ihr Gründer General Choi Hong-hi nach Kanada emigrierte und den Sitz der ITF zunächst nach Toronto und dann 1985 nach Wien verlegt hatte.
Die WT (World Taekwondo) hat ihren Sitz in Seoul (Südkorea), der Gründer ist Kim Un-Yong. Sie wurde 1973 als Reaktion auf die Emigration von General Choi und die parallel stattfindende Verlegung der ITF-Zentrale gegründet. Begründung dafür war, dass Taekwondo als koreanischer Nationalsport seinen Zentralsitz unbedingt in Korea haben sollte. Unter dem Dach der WT findet das Olympische Taekwondo statt, daher ist eine Teilnahme an den Olympischen Spielen nur als Angehöriger der WT möglich. Der WT gehören 191 (Stand: April 2010) nationale Verbände mit über 30 Millionen Mitgliedern an.

### Stilunterschiede
Aus verbandspolitischen Gründen haben sich im Taekwondo verschiedene Stile entwickelt, auch deshalb, weil sich gerade die großen Weltverbände gezielt weiterentwickeln: vor allem die WT versucht, den Sport publikumswirksamer und damit die Wettkämpfe attraktiver zu gestalten. Demgegenüber setzen die traditionellen Schulen auf das Althergebrachte, das sie bewahren wollen. Die Stile unterscheiden sich daher vor allem in den Formenläufen, in der Namensgebung der Techniken sowie in der Art des Wettkampfes. Die Techniken selbst sind im Grunde identisch. In der Körperbewegung gibt es augenfällige Unterschiede: In den traditionelleren Taekwondo-Schulen werden Bewegungen zumeist, dem Karate ähnlich, zwischen Positionen mit tieferem und breiterem Stand durchgeführt. Der Körperschwerpunkt wird kontinuierlich niedrig gehalten und wenn möglich auf einer Linie bewegt. Die moderneren, wettkampforientierten Richtungen gingen zu höheren Ständen über. Zwischen einzelnen Positionen im Formenlauf wird der Körper deutlich mehr auf und ab bewegt. Hinzu kommt, dass diverse Großmeister den jeweiligen Stil ebenfalls leicht beeinflussen, was dazu führt, dass alle untergeordneten Schulen diesen Stil übernehmen. Dies betrifft vor allem bestimmte Techniken und hier insbesondere den jeweiligen Bewegungsablauf. Einige Großmeister verlangen weiche, fließende Bewegungen, andere kantig-dynamische. Auch die Ausführungsgeschwindigkeit der jeweiligen Technik unterscheidet sich oftmals.
Im Wesentlichen lassen sich drei Haupt-Stilrichtungen identifizieren: das traditionelle ITF-Taekwondo, wie es ursprünglich in den Anfangsjahren praktiziert wurde; das reformierte ITF-Taekwondo, wie es von Choi Hong-hi nach 1972 aus dem traditionellen Taekwondo entwickelt wurde; das WT-Taekwondo, das sich nach 1973 aus dem traditionellen Taekwondo hervortat. Die meisten Verbände, Schulen und Vereine zumindest in Deutschland lassen sich bezüglich ihrer Art, den Sport auszuüben, einer dieser drei Stilrichtungen zuordnen.

#### Schreibweisen
Zur Abgrenzung musste sogar die Schreibweise des Begriffes Taekwondo herhalten. Traditionell heißt es „Taekwon-Do“; diese Schreibweise hat auch die ITF behalten. Die WT schreibt den Namen „Taekwondo“. Manche Schulen trennen die Silben komplett und schreiben „Tae-Kwon-Do“. Die offizielle Umschrift des Begriffs 태권도 ist „Taegwondo“ in Südkorea (Revidierte Romanisierung) und „T’aekwŏndo“ (McCune-Reischauer-Romanisierung) in Nordkorea; diese Schreibweisen werden aber praktisch nie verwendet.
Auch Techniken werden manchmal unterschiedlich benannt, obwohl sie in gleicher Weise ausgeführt werden. Das resultiert vor allem darin, dass die Übersetzung der koreanischen Schreibweisen in westliche Schriften nicht ganz eindeutig ist. Daher können solche Bezeichnungen voneinander abweichen (vergleiche Taekwondo-Begriffe).

#### Formenlauf
Formen (englisch: Pattern) sind festgelegte Schritt- und Technikfolgen. Sie gleichen einem Kampf gegen imaginäre Gegner und dienen vor allem der Automatisierung von Bewegungsfolgen und dem Training von passenden Atemtechniken.
Der geschichtliche Hintergrund ist angeblich, dass es früher viel zu gefährlich gewesen wäre, einen Trainingskampf gegen einen echten Gegner zu führen – bei Verletzung oder Tod hätte dies zu erheblichen wirtschaftlichen Problemen (Arbeitskraft in der Landwirtschaft) und entsprechenden Racheakten der Familie des Opfers geführt. Es gibt noch weitere Theorien über die Entstehung von Formen, die sich in allen asiatischen Kampfarten und in den unterschiedlichsten kulturellen Kontexten entwickelt haben.
Bei den festgelegten Bewegungsformen unterscheidet man zwischen
- Pumsae (Taegeuk/Palge und Yudanja)
- Hyeong (die traditionellen Formen, von Choi Hong-hi zusammengestellt)
- Teul (von Choi Hong-hi später aus den Hyeong weiterentwickelt, siehe dort)

| Bezeichnung, Name und Relevanz der Form | Bezeichnung, Name und Relevanz der Form | Bezeichnung, Name und Relevanz der Form | Bezeichnung, Name und Relevanz der Form |
| Verband:                                | WT                                      | z. B. ITF                               | Relevant für:                           |
| Nummer                                  | Pumsae1 / 3                             | Hyeong/Teul2                            | Relevant für:                           |
| --------------------------------------- | --------------------------------------- | --------------------------------------- | --------------------------------------- |
| 1                                       | Il jang4                                | Cheon-Ji                                | 8. Kup                                  |
| 2                                       | I jang4                                 | Dan-Gun                                 | 7. Kup                                  |
| 3                                       | Sam jang4                               | Do-San                                  | 6. Kup                                  |
| 4                                       | Sa jang4                                | Won-Hyo                                 | 5. Kup                                  |
| 5                                       | Oh jang4                                | Yul-Gok                                 | 4. Kup                                  |
| 6                                       | Yuk jang4                               | Jung-Geun                               | 3. Kup                                  |
| 7                                       | Chil jang4                              | Toi-Gye                                 | 2. Kup                                  |
| 8                                       | Pal jang4                               | Hwa-Rang                                | 1. Kup                                  |
| 9                                       | Koryo                                   | Chung-Mu                                | 1. Dan                                  |
| 10                                      | Kumgang                                 | Gwang-Gae Po-Eun Gye-Baek               | 2. Dan                                  |
| 11                                      | Taebaek                                 | Eui-Am Chung-Jang Go-Dang – neu: Juche  | 3. Dan                                  |
| 12                                      | Pyongwon + Sipjin                       | Sam-Il Yu-Sin Choe-Yeong                | 4. Dan                                  |
| 13                                      | Jitae + Chonkwon                        | Yeon-Gae Eul-Ji Mun-mu                  | 5. Dan                                  |
| 14                                      | Hansu + Ileyo                           | Seo-San Se-Jong                         | 6. Dan                                  |

1) Die ersten acht Formen haben keine eigenen Namen, sondern als Gesamtheit den Namen Taeguk. Die Namen der einzelnen Formen Il Jang bis Pal Jang stellen lediglich eine Nummerierung in sinokoreanischer Zählweise dar. Parallel zu der Taeguk-Schule existiert auch eine Palgue-Schule, ebenfalls mit den Formen Il Jang bis Pal Jang. Ab dem 1. Dan heißen die Formen weder Palgue noch Taeguk, sondern jede Form hat einen eigenen Namen. Der Oberbegriff für die Formen der Palgue, Taeguk, und der in ihrer Gesamtheit als ‚Yudanja‘ bezeichneten einzeln benannten Formen ab dem 1. Dan lautet Pumsae.

2) Es gibt traditionell 20 Hyeongs. Dann wurden die 20 Hyeongs um weitere 4 Hyeongs ergänzt, um symbolisch für die 24 Stunden am Tag auch 24 Hyeongs zu haben. Die Hyeong Tong-Il war die 20. Hyeong und wurde dann zur 24. Hyong, da sie für die Wiedervereinigung Koreas steht. Als General Choi anfing, die Hyeongs zu verändern, und sogar eine weitere Form entwickelte, um diese gegen eine andere auszutauschen, benannte er die Hyeongs in Teul um. Zum Vergleich der traditionellen Reihenfolge der Hyeongs mit der Reihenfolge der Teul vergleiche diese Liste.

3) Stand: 2008.

4) Vollständiger Name dieser Formen ist je nach Formenschule ‚<Formenschule> <Nummer> Jang‘, z. B. ‚Taeguk Pal Jang‘ oder ‚Palgue Sa Jang‘.
Zu diesen Formen gibt es noch die „Vierseitengrundschule“ (Sajojirugi), die zwei Techniken enthält, die in vier Richtungen ausgeführt werden. Diese Techniken sind meist die ersten, die man lernt (Apkubi-araemakki und Momtong-chongwon-chirugi).

#### Wettkampf
Das Taekwondo hat sich von einem koreanischen Volkssport mit der Verbreitung in der Welt, der Austragung von internationalen Wettkämpfen und der Aufnahme in das Programm der Olympischen Spiele zu einem modernen Wettkampfsport entwickelt. Nach Angaben der WT trainieren weltweit über 40 Millionen Athleten den dynamischen Vollkontakt-Wettkampfsport, seit der offiziellen olympischen Anerkennung in Sydney 2000 mit steigender Tendenz.
Regelmäßig finden auch Militär-Weltmeisterschaften (CISM) im Vollkontakt-Wettkampf (WT) statt.
Der Wettkampf (Freikampf) findet auf einem abgegrenzten Feld statt und wird von mehreren Punktrichtern bewertet, von einem Kampfrichter geleitet. Der Wettkampf geht über wenige Minuten (olympisch drei Runden über jeweils zwei Minuten mit jeweils einer Minute Pause), in denen die Teilnehmer versuchen müssen, mit Taekwondo-Techniken den Gegner zu treffen (Vollkontakt). Je nach getroffener Körperstelle (Torso zwei Punkte und Kopf 3 Punkte) werden Punkte vergeben, für Drehtechniken werden jeweils zwei Zusatzpunkte gegeben, bei unsportlichem Verhalten können auch Strafen (Punktabzüge) vergeben werden. Der Wettkampf kann jedoch auch durch ein K. o. entschieden werden. Die genauen Kampfordnungen unterscheiden sich von Verband zu Verband, können aber in der Regel auf den Webseiten der Verbände eingesehen werden (siehe Weblinks, unten). Die olympischen Wettkämpfe finden in vier der sonst üblichen acht Gewichtsklassen für Männer und Frauen nach den international gültigen Wettkampfregeln der WT statt. Im Vollkontakt tragen die Wettkämpfer exakt vorgeschriebene Schutzausrüstung (Kopfschutz, Schienbein- und Ellbogenschoner, Tiefschutz, Zahnschutz, Brustpanzer).
Als Konsequenz der starken Wettkampforientierung in der olympischen Sportart werden schwerpunktmäßig Techniken und Kombinationen geübt, die im Wettkampf gemäß der Wettkampfordnung Trefferpunkte bringen. Im Gegensatz dazu besinnen sich die traditionellen Schulen auf ein Taekwondo ohne Wettkampfdruck und üben demzufolge das gesamte Technikspektrum. Dennoch finden auch hier Freikämpfe (meist Leicht- beziehungsweise Semikontakt) statt. Hier stehen allerdings statt der Trefferwirkung eher die korrekte und ästhetische Ausführung der Technik(en) im Vordergrund.
Neben dem Freikampf werden auch Formenturniere ausgetragen, diese Wettkampfdisziplin ist allerdings nicht olympisch.

#### Übersicht
| Stil/Verband   | Formenbezeichnung | Wettkampf |
| -------------- | ----------------- | --- |
| WT (olympisch) | Pumsae            | Vollkontakt mit (weichem) Helm, Schutzweste, Zahnschutz, Tiefschutz, Handschützer, Unterarm- und Schienbeinschoner sowie je nach Altersklasse auch mit Spannschutz. Im Vordergrund stehen Fußtechniken zum Körper und Kopf. Handtechniken zum Kopf sind aufgrund erhöhter Verletzungsgefahr nicht erlaubt, lediglich Fausttechniken zum Rumpf. Tiefe Fußtechniken (auf die Beine) sind verboten. |
| ITF            | Teul              | Leichtkontakt mit Kopf-, Hand- und Fußschutz, Zahnschutz und Tiefschutz. Fußtechniken in allen Varianten und Kombinationen werden kombiniert mit realen Faustkampftechniken, auch Fauststoßtechniken zum Kopf. |
| „traditionell“ | Hyeong            | Ohne Kontakt beziehungsweise nur Leichtkontakt, kein Schutz. Bis auf wenige potentiell sehr gefährliche Ausnahmen (zum Beispiel Handkante gegen den Hals) sind alle regulären Taekwondo-Techniken erlaubt. Man darf allerdings den Gegner dabei nicht oder nur leicht berühren. |

## Taekwondo in Deutschland

### Kurze Historie
Taekwondo wurde ab 1965 durch die Großmeister Choi Hong-hi und Kwon Jae-hwa auch im deutschsprachigen Raum verbreitet (diese Arbeit wurde später von vielen anderen koreanischen Großmeistern unterstützt und fortgesetzt, die zum Teil heute noch in Deutschland ansässig sind). Hervorzuheben sind der langjährige DTU-Bundestrainer Park Soo-nam aus Stuttgart, unter dessen Regie Deutschland ununterbrochen in Folge (1976, 1978, 1980, 1982, 1984) Europameister wurde und zahlreiche Medaillen auf Weltebene hervorgebracht hat, sowie sein Vorgänger Shin Boo-Young, der deutscher Nationaltrainer von 1972 bis 1975 war. Unter anderem errang das deutsche Team zweimal Gold, 1979 durch Rainer Müller und 1982 durch Dirk Jung, sowie zweimal Bronze in Korea bei den ersten olympischen TKD-Wettkämpfen 1988 in Seoul durch Markus Woznicki (Europameister 1988) und Michael Arndt (Weltmeister 1987).
Die ersten deutschen Meisterschaften fanden bereits 1967 in München statt. Die ersten WM-Teilnehmer Deutschlands gewannen in Korea 1973 Silber durch Armando Chavero und Bronze durch Georg Karrenberg (beide Leichtgewicht). Ebenfalls in Korea errangen 1975 jeweils eine Silbermedaille Wolfgang Dahmen (Federgewicht) und Meinolf Lüttecken (Schwergewicht), sowie Hubert Leuchter (Bantamgewicht) Bronze.
Erster Bundestrainer der Sektion Taekwondo im Deutschen Judo-Bund (DJB) wurde 1972 Kwon Jae-hwa, der den zunächst provisorisch eingesetzten Kim Kwang-Il ablöste.
In der DDR wurde Taekwondo erst nach 1988 offiziell als Kampfsportart anerkannt und unter Gerhard Lehmann zusammen mit Karate in den Deutschen Judo-Verband übernommen.

### Die Deutsche Taekwondo Union e.V.
Die Deutsche Taekwondo Union (DTU) wurde 1981 gegründet und ging aus der Sektion Taekwondo des Deutschen Judo-Bundes hervor. Die DTU ist Mitglied in der World Taekwondo Europe (WTE) sowie des Weltdachverbandes WT. Damit ist die DTU vom Deutschen Olympischen Sportbund als einziger Verband anerkannt und berechtigt, Sportler zu den Olympischen Spielen zu entsenden. Heute trainieren über 58.000 Aktive in der DTU, welche in etwa 850 Vereinen den Sport ausüben. Zur DTU gehören 18 Landesverbände.

### Weitere Taekwondo-Verbände
Die ITF-D mit Sitz in Köln ist ein deutscher Nationalverband. Sie ist deren europäischem und internationalem Verband angeschlossen. Präsident ist seit 2017 Harry Vones (8. Dan). Er löste seinen Vorgänger Walter Komorowski (8. Dan) nach einer zehnjährigen Amtszeit ab. Über 17 Jahre (1989–2007) war Paul Weiler (9. Dan) als Präsident maßgebend am Aufbau des Verbandes und der Verbandsstrukturen beteiligt, nachdem er die ITF-D von seinem Vorgänger Lee, Ky-Yung übernommen hatte. Der Ursprung dieses Verbands reicht in Deutschland bis ins Jahr 1966 zurück. Die Strukturen wurden in zahlreichen europäischen Ländern übernommen. Heute ist Paul Weiler Präsident in einem der Weltverbände.
Ein weiterer deutscher Verband ist die International Taekwon-Do Federation-Germany (ITF-G) mit Hauptsitz in Marburg unter der Präsidentschaft von Andreas Granzow (9. Dan) und dem Vizepräsidenten Bruno Newel (9. Dan). Die ITF-Germany ist offizieller deutscher Vertreter der International Taekwon-Do Federation in Wien und stellt in Kooperation mit dem NWTV eine Mitgliedervertretung der ITF in Deutschland dar. Die ITF-Germany e. V. entstand 2011 und ist Mitglied der europäischen EITF.

### Olympischer Taekwondo-Wettkampf
Seit 2003 findet in Deutschland innerhalb der DTU die Taekwondo-Bundesliga statt, die im Freikampf (olympische Disziplin) den deutschen Taekwondo-Mannschaftsmeister ermittelt und den Sport publikumswirksam einem breiteren Zuschauerkreis auf regionaler Ebene näher bringt. Bei den Olympischen Spielen 2000 in Sydney gewann Deutschland erstmals eine Silbermedaille durch Faissal Ebnoutalib (Herren –80 kg). Der ehemalige Sportsoldat und dreifache Weltmeister (2 × CISM und WM 1995) Aziz Acharki belegte den 5. Platz (Herren –68 kg), und Fadime Helvacioglu (Damen –49 kg) schied bei den Frauen in den Vorkämpfen vorzeitig aus.
Bei den erstmals ausgetragenen Olympischen Jugend-Sommerspielen 2010 in Singapur gewann für Deutschland
Antonia Katheder eine Silbermedaille (Mädchen –63 kg) und
Ibrahim Ahmadsei eine Silbermedaille (Jungen +73 kg).
Betreut wurden beide von Bundestrainer Holger Wunderlich.
2003 fand die WT-Weltmeisterschaft in Garmisch-Partenkirchen statt. Etwa 1000 Teilnehmer aus über 100 Ländern nahmen daran teil. Deutschland errang insgesamt drei Medaillen: Silber für Mohamed Ebnoutalib, Bronze jeweils für Thucuc Pham und CISM-Goldmedaillengewinner Erdal Aylanc. Nach der WM 1979 in Sindelfingen konnte nach 24 Jahren erneut eine Taekwondo-WM in Deutschland ausgetragen werden.
Europameisterschaften werden seit 1976 (Barcelona) ausgetragen und finden in der Regel alle zwei Jahre, abwechselnd zu den WT-Weltmeisterschaften, statt. Nach 1978 (München) und 1984 (Stuttgart) wurde 2006 in Bonn erneut eine Europameisterschaft in Deutschland ausgetragen.

## Bekleidung

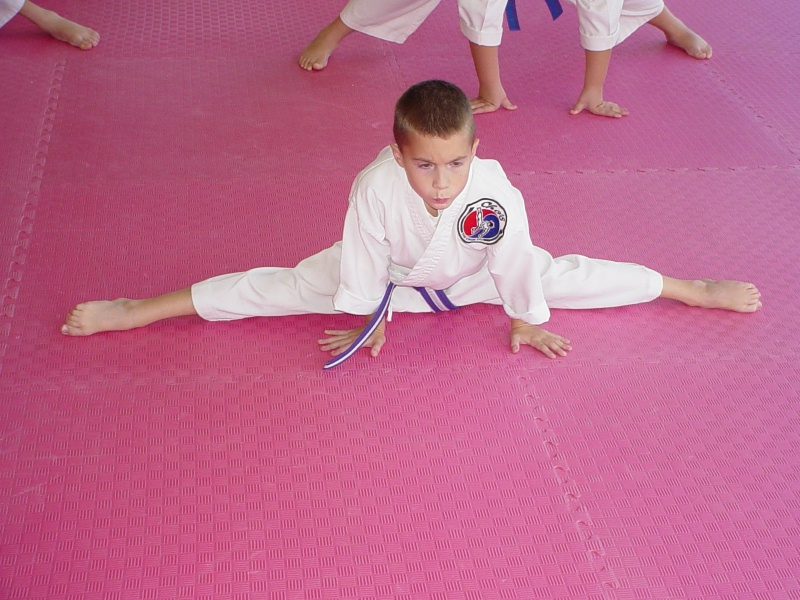
Nachwuchs-Sportler beim Dehnungstraining in seinem Dobok

Der Kampfanzug (Dobok) ist ein Anzug aus leichtem, weißgebleichtem Stoff, der aus einer Art Jacke (Sang-I), Hose (Hang-I) und Gürtel (Ty) besteht. Er ist strapazierfähig, lässt alle Bewegungen zu und widersteht leichtem bis mittlerem Reißen. Zur Grundbekleidung kommen gegebenenfalls noch Schutzausrüstungen für den Wettkampf hinzu (siehe oben). Jegliche Form von Schmuck (Ringe, Hals-/Fußkettchen, Armbänder, Uhren und große Ohrringe) muss wegen der Verletzungsgefahr vor dem Training abgelegt werden.
Die Füße bleiben unbekleidet. Ausnahmen gibt es für Sportler mit Fußverletzungen oder ähnlichem, bei Bedarf sollte man den Lehrer fragen. Spezielle Taekwondo-Schuhe gibt es zwar, doch sollten diese nur zu speziellen Anlässen (Vorführungen oder Training im Freien) getragen werden.

### Oberteil und Hose
Das Oberteil soll das Gesäß bedecken, seine Ärmel reichen mindestens über den halben Unterarm, höchstens bis zu den Handgelenken. Schwarzer Rand und schwarzes Revers sind nur für Danträger zulässig. Im traditionellen Taekwon-Do ist das Oberteil ähnlich wie im Judo und Karate eine Jacke, in den wettkampforientierten Varianten ist es dagegen auf der Vorderseite geschlossen, so dass man es über den Kopf zieht.
Die Hose ist so gearbeitet, dass ein seitlicher Spagat möglich ist. Sie reicht mindestens bis zur halben Wade.
An Jacke und/oder Hose können auch Verbandsabzeichen und Aufdrucke angebracht werden, was durch die Bekleidungsordnungen der jeweiligen Verbände und Schulen geregelt wird.
Für Probetrainings ist auch ein (strapazierfähiger) Trainingsanzug zulässig. Bei Eintritt in einen Verband muss der Schüler allerdings einen Dobok erwerben. Das Tragen des Doboks soll die Schüler zu einer Einheit werden lassen, deshalb sind Abweichungen von der Kleidungsordnung unerwünscht.
Im Taekwondo hat der weiße Dobok sowie der weiße Gürtel auch symbolischen Charakter. Die Farbe Weiß ist rein und kann noch leicht alle anderen Farben annehmen. Sie ist wie ein noch unbeschriebenes Blatt, völlig leer. Ein Schüler im weißen Dobok ist vergleichbar mit einem noch leeren Glas, in das langsam neues Wissen der Meister eingegossen wird. Der Schüler sollte dieses Wissen und Können „aufsaugen“, verarbeiten, um es dann erfolgreich in die Tat umzusetzen. Unabhängig von dieser Bedeutung entstand der weiße Trainingsanzug wohl ganz pragmatisch aus der Tatsache, dass Farbstoffe früher sehr teuer waren.

### Gürtel und Graduierungssystem
Im Taekwondo werden Gürtel vor allen Dingen getragen, da drei Fingerbreiten unter dem Bauchnabel das oft in der asiatischen Philosophie genannt Zentrum liegt, das für die Entstehung der Lebenskraft (Chi) verantwortlich ist. Die Erkennung des Ranges ist dem gegenüber nachrangig.
An der richtigen Stelle und mit richtigem Druck gebunden ermöglicht es der Gürtel, nahezu den gesamten Körper blitzartig anzuspannen, um zum Beispiel einen Tritt gezielt auszuführen oder um einen Treffer „einzustecken“. Dieses Phänomen kann man auch bei Gewichthebern beobachten, die den Kraftgürtel nicht am Bauch tragen, sondern drei Fingerbreiten unter dem Bauchnabel.
Die Graduierungs- beziehungsweise Gürtelsysteme der Kampfsportarten sind erst im 19. Jahrhundert entstanden und wurden erstmals vom Kanō Jigorō, dem Begründer des Judo eingeführt. Aber auch schon in historischen Zeiten zeigten unterschiedliche Kleider- und Gürtelfarben verschiedene Ränge in der höfischen Hierarchie an (sowohl in Asien als auch in Europa).
Zu Beginn des modernen Taekwondo gab es nur vier Gürtelfarben: weiß, blau, rot und schwarz, die Farben der Koreanischen Flagge. Diese wurden mittlerweile ergänzt durch gelb, grün und braun. Das moderne Graduierungssystem dient vor allem dazu, den Trainings- und Wissensstand zu repräsentieren. Die Aufstellung beim Taekwondo-Training wird aus praktischen Gründen im Block nach Gürtelfarben geordnet vorgenommen: rechts vorne steht der höchstgraduierte, links hinten der niedrigste Grad.
Die Gürtelgrade sind unterteilt in Schülerklasse (Kup, Zählung abwärts) und Meisterklasse (Dan oder Poom (WT; nur 1.–3.) bei unter 15-Jährigen, Zählung aufwärts). Die Einteilung der Klassen ist je nach Verband unterschiedlich.
Der Farbe der Gürtel liegt ebenfalls eine Symbolik zugrunde:
- Der weiße Gürtel wird von Anfängern getragen, die noch unwissend sind und dem Taekwondo offen und wissbegierig gegenüberstehen.
- Der weißgelbe Gürtel ist ein Übergang.
- Der gelbe Gürtel steht für fruchtbaren Erdboden, auf dem Wissen und Können gedeihen sollen.
- Der gelbgrüne Gürtel ist ein Übergang.
- Der grüne Gürtel symbolisiert die ersten Sprösslinge und Früchte, Zeichen dafür, dass sich die Trainingsanstrengungen gelohnt haben und etwas im Schüler heranreift.
- Der grünblaue Gürtel ist ein Übergang.
- Der blaue Gürtel steht für den Himmel und somit sinnbildlich für eine Grenze. Der Schüler muss nun zeigen, dass er in der Lage ist, Höheres anzustreben und auch zu erreichen.
- Der blaurote Gürtel ist ein Übergang.
- Der rote Gürtel repräsentiert die Sonne, von der schon eine große Kraft ausgeht, dient dem Schüler aber auch als Signal. Er steht nun kurz davor, Meister zu werden, und wird angehalten, sich noch intensiver und ausdauernder mit dem Taekwondo zu beschäftigen. Einige Schulen verwenden den braunen Gürtel an Stelle des roten Gürtels. Braun symbolisiert die Borke des Baumstammes, was bedeutet, dass die Techniken sich bereits gefestigt haben und der Schüler kurz davor steht, Meister zu werden.
- Der rotschwarze Gürtel ist ein Übergang.
- Schwarz und auch der „Schwarze Gürtel“ ist die Farbe der Meister und nur diesen vorbehalten. Schwarz, Symbol für das Weltall, vereinigt alle anderen Farben in sich und ist somit die stärkste aller Farben. Schwarz soll auch die Autorität, das Wissen und die Erfahrung der Meister symbolisieren. Daher dürfen auch nur Dan-Träger Doboks mit einem schwarzen Revers tragen, so wie generell alle Verzierungen am Trainingsanzug in Schwarz nur den Meistern zustehen.

#### Gürtelfarben in Deutschland (DTU)
| Bezeichnung   | Gürtelfarbe | Gürtelfarbe | Gürtelfarbe | Gürtelfarbe          | Gürtelfarbe |
| ------------- | ----------- | ----------- | ----------- | -------------------- | --- |
| 10. Kup       |             |             |             | Weißer Gürtel        | weiß (Neueinsteiger)                                                                                             |
| 9. Kup        |             |             |             | Weiß-Gelber Gürtel   | weiß oder weiß-gelb                                                                                              |
| 8. Kup        |             |             |             | Gelber Gürtel        | gelb |
| 7. Kup        |             |             |             | Gelb-Grüner Gürtel   | gelb oder gelb-grün                                                                                              |
| 6. Kup        |             |             |             | Grüner Gürtel        | grün |
| 5. Kup        |             |             |             | Grün-Blauer Gürtel   | grün oder grün-blau                                                                                              |
| 4. Kup        |             |             |             | Blauer Gürtel        | blau |
| 3. Kup        |             |             |             | Blau-Roter Gürtel    | blau oder blau-rot beziehungsweise blau-braun                                                                    |
| 2. Kup        |             |             |             | Roter Gürtel         | rot oder braun                                                                                                   |
| 1. Kup        |             |             |             | Rot-Schwarzer Gürtel | rot beziehungsweise braun oder rot-schwarz / braun-schwarz                                                       |
| 1. bis 9. Dan |             |             |             | Schwarzer Gürtel     | schwarz (bei Kindern 1. bis 4. Poom, rot-schwarz längsgestreift) 10. Dan wird vom Kukkiwon ehrenhalber verliehen |

#### Gürtelfarben in Österreich (ÖTDV)
| Bezeichnung    | Gürtelfarbe | Gürtelfarbe      | Gürtelfarbe                                                      |
| -------------- | ----------- | ---------------- | ---------------------------------------------------------------- |
| Anfänger       |             | Weißer Gürtel    | weiß (Neueinsteiger)                                             |
| 10.–9. Kup     |             | Gelber Gürtel    | gelb                                                             |
| 8.–7. Kup      |             | Grüner Gürtel    | grün                                                             |
| 6.–5. Kup      |             | Blauer Gürtel    | blau                                                             |
| 4.–3. Kup      |             | Brauner Gürtel   | braun                                                            |
| 2.–1. Kup      |             | Roter Gürtel     | rot                                                              |
| 1. bis 10. Dan |             | Schwarzer Gürtel | schwarz (bei Kindern 1. bis 4. Poom, rot-schwarz längsgestreift) |

#### Gürtelfarben in der Schweiz (Swiss Taekwondo)
Im Schweizer WT-/ETU-Mitgliedverband Swiss Taekwondo, wird der Kup-Grad ab dem 8. Kup gezählt:
| Bezeichnung    | Gürtelfarbe | Gürtelfarbe      | Gürtelfarbe                                                      |
| -------------- | ----------- | ---------------- | ---------------------------------------------------------------- |
| Anfänger       |             | Weißer Gürtel    | weiß (Neueinsteiger)                                             |
| 8.–7. Kup      |             | Gelber Gürtel    | gelb                                                             |
| 6.–5. Kup      |             | Grüner Gürtel    | grün                                                             |
| 4.–3. Kup      |             | Blauer Gürtel    | blau                                                             |
| 2.–1. Kup      |             | Roter Gürtel     | rot                                                              |
| 1. bis 10. Dan |             | Schwarzer Gürtel | schwarz (bei Kindern 1. bis 3. Poom, rot-schwarz längsgestreift) |

Gürtelprüfungen finden meist nach festgelegten Schemata (Prüfungsordnung) statt und werden von Meistergraden abgenommen. Sie beinhalten Theoriewissen, Formenlauf und Demonstration von Techniken (abgesprochener Kampf, Freikampf, Bruchtests und manchmal auch Straßenkampf).

## Verhaltenskodex und Regeln
Taekwondo hat gewaltiges Potenzial, mit einer kleinen Unaufmerksamkeit kann man sich und andere verletzen. Der Lehrer ist für den geordneten Ablauf der Übungsstunde verantwortlich. Er kann aber nicht für lauter Einzelpersonen sorgen, die sich nicht an die Regeln halten. Deshalb müssen den Anweisungen des Lehrers unbedingt Folge geleistet werden, dazu gehört auch, dass man dem Lehrer seine volle Aufmerksamkeit schenkt.

### Regeln
Je nach Stilrichtung, Schule oder Großmeister gibt es unterschiedlich strikte, strenge oder verbindliche Ansprüche und Anforderungen an das Benehmen oder das Verhalten der Taekwondoins während einer Trainingseinheit. Je traditioneller Taekwondo ausgeübt wird, desto strenger sind diese Regeln gefasst und desto genauer wird auch auf ihre Einhaltung geachtet. Einige Regeln gelten jedoch grundsätzlich für das Taekwondo und werden nachfolgend aufgelistet:
- Zum Training erscheint man pünktlich und in sauberer Sportkleidung (Dobok). Hände und Füße sind gewaschen, Finger- und Fußnägel sind kurz gehalten, um Verletzungen vorzubeugen.
- Während einer Trainingseinheit darf nicht getrunken oder gegessen werden. Kaugummi kauen oder eine Rauchpause sind ebenfalls nicht gestattet. Die gesamte Aufmerksamkeit soll dem Lehrer beziehungsweise dem Übungspartner gewidmet sein.
- Während einer Trainingseinheit sollte der Trainingsbereich möglichst nicht verlassen werden. Auf die Toilette sollte man vor Beginn des Trainings gehen. In dringenden Fällen meldet man sich beim Lehrer ab, doch sollte bedacht werden, dass jede Unterbrechung den Unterricht insgesamt stört, den eigenen Körper wieder auskühlen lässt und somit Verletzungsgefahr birgt. Außerdem können so Dreck, Steinchen oder Splitter aus dem Gangbereich auf die Trainingsfläche gebracht werden, was ebenfalls zu Problemen führen kann, da viele barfuß trainieren.
- Bevor das Training beginnt, stellen sich die Schüler vor dem Meister in einer fest vorgegebenen Reihenfolge gemäß ihrer Graduierung auf. Der höchste Grad steht dabei immer vorne rechts.
- Das Training beginnt, wenn der Lehrer den Befehl zur Aufstellung gibt. Üblicherweise wird der Trainer vom ersten Schüler (vorne rechts) auf Koreanisch gegrüßt, dann verbeugt sich die Gruppe zum Lehrer und der Lehrer zur Gruppe hin. Einige Schulen legen Wert darauf, dass beim Begrüßungszeremoniell zusätzlich die Fahne Koreas gegrüßt wird.
- Beim Training darf nicht geschwatzt oder laut gelacht werden. Die Kommandos des Lehrers müssen jederzeit verstanden werden können und müssen auch befolgt werden.
- Nur der Lehrer oder hohe Graduierungen dürfen anderen Schülern Techniken beibringen oder die Schüler korrigieren. Damit wird sichergestellt, dass die Techniken richtig gelernt werden und sich keine Unsauberkeiten einschleichen. Dies gilt besonders für den Formenlauf, da sich sonst schnell falsche Bewegungsabläufe verbreiten können.
- Angriffe gegeneinander, Bruchtests, Übungen mit Waffen (zum Beispiel bei der Selbstverteidigung) oder andere schwierige Übungen dürfen nur nach ausdrücklicher Genehmigung des Lehrers unter dessen Beobachtung durchgeführt werden. Ansonsten ist die Verletzungsgefahr zu groß.
- Befiehlt der Lehrer Übungsabbruch (Kommando Geuman oder Baro oder Gallyeo), müssen alle Übungen sofort beendet werden.

### Zeremoniell und Respekt
Respekt und Formwahrung ist gerade in Asien selbstverständlicher Inhalt des täglichen Lebens. So auch beim Taekwondo.
Ein hervorstechendes Merkmal dieses Zeremoniells ist das Verneigen:

Mit der Verneigung wird nicht nur Respekt vor dem Lehrer und dem Übungspartner ausgedrückt, sie dient vor allem der Sammlung und Konzentration. Sie sollte bewusst geschehen, denn sie zeigt an, dass man sich auf die bevorstehende Aufgabe konzentriert. Konzentration ist ein wesentliches Element im Taekwondo, sie ermöglicht komplexe Bewegungsabläufe und stellt sicher, dass der Partner nicht versehentlich verletzt wird.
Mit dem Gruß bestätigt man, dass man die Alltagssorgen abstreift, sich auf die bevorstehende Übung konzentriert. Es signalisiert dem Partner, dass man ihn als Person respektiert und darauf achten wird, fair und ohne Gefahr mit ihm zu üben.
„Der Edle verneigt sich, aber beugt sich nicht.“ (Konfuzius)
Man verneigt sich in der Regel
- beim Betreten und Verlassen des Übungsraums: Damit übertritt man ganz bewusst auch geistig die Schwelle vom Alltag zum Training und umgekehrt. Wenn Landesfahnen aufgehängt sind (zum Beispiel bei Prüfungen die koreanische neben der nationalen) begrüßt man auch die Fahnen, um dem Ursprungs- und Gastgeberland Respekt zu zeigen.
- zu Beginn und Ende der Übungsstunde: Schüler und Lehrer bekunden gegenseitigen Respekt und versichern sich ihrer Konzentration auf die Übungen.
- vor und nach Partnerübungen: Damit signalisieren sich die Partner, dass sie alle Aufmerksamkeit in die Ausübung der Technik legen, so dass der Partner nicht gefährdet wird.
- vor und nach einem Bruchtest: Taekwondo ist zur Verteidigung gedacht und nicht zum Zerstören. Da beim Bruchtest etwas zerstört werden soll (zum Beispiel ein Holzbrett), fragt der Übende mit der Verneigung gegenüber dem Lehrer oder Prüfer um Erlaubnis nach, ausnahmsweise etwas zerstören zu dürfen.

Die Verneigung wird meist mit dem Kommando Cha-ryeot (Achtung!) vorbereitet. Die Füße sind nebeneinander im Moa Seogi, Fäuste am gestreckten Arm leicht neben dem Körper, Gegenüber ansehen. In einer erneuerten Fassung der Geste, die vom WT abgesegnet wurde, werden die Händen auf die Hüfte gelegt und hängen nicht mehr seitlich am Körper. Es steht den Schulen aber frei zu wählen, welche Verbeugungstechnik sie von ihren Schülern erwarten. Mit dem Kommando Gyeong-nye (grüßen, verneigen) wird die Geste eingeleitet. Der Oberkörper beugt sich 45° vor, Arme mit den Fäusten werden leicht angewinkelt. Auch hier greift die neue Fassung, die Hände bleiben auf der Hüfte, während sich der Körper beugt. Eine Faust ist in diesem Fall nicht mehr angebracht.

### Fremdartiges Zeremoniell oder sportliche Etikette

#### Kulturelle Einblicke eines Großmeisters
Großmeister Song Chae-Yong berichtete in einem Interview 1987 über seine Anfänge als Taekwondo-Lehrer in München und die Unterschiede der Kulturen (aus Taekwon-Do im Westen, Mönchseulen-Verlag, 1989):
[…]
So habe ich Taekwon-Do an der Volkshochschule gemacht, im Herbst 1972. Damals habe ich viele Fehler gemacht. Ich wollte original Taekwon-Do zeigen und habe ein hartes Training gemacht. Die Leute konnten das aber nicht durchstehen. Ich wollte Taekwon-Do so weitergeben, wie ich es von meinem Lehrer gelernt hatte, auf die gleiche Art, aber die Leute konnten das nicht vertragen und sind immer wieder weggegangen. Daraufhin habe ich das Training milder gemacht.
[…]
Bei uns ist das etwas anderes gewesen. Disziplin ist sehr hart in Korea und besonders ein Judo- oder Taekwon-Do-Trainer gilt als Respektsperson. Man sagt Sahbum-Nim zu einem Meister in den Budo-Sportarten. Wenn also ein Sahbum-Nim das Training leitet, das ist dann vollkommen akzeptiert, was der macht, niemand kann etwas dagegen sagen. Ich habe mich das hier nicht getraut. In Korea ist Sahbum-Nim ein Begriff, aber nicht in Europa, hier denken die Leute: Ach, das ist ja nur ein Trainer! Damals haben wir in Korea streng mit Meditation das Training angefangen, aber ich habe befürchtet, dass die Leute hier das nicht wissen, dass sie es komisch finden, einfach so zu sitzen, mit geschlossenen Augen. In Korea durfte man im Übungsraum, im Dojang, nicht sprechen, man durfte nicht einmal die Zähne zeigen. Man achtete sogar darauf, nicht auf den Schatten des Lehrers zu treten. Ein Lehrer ist für uns eine absolute Respektsperson. Als ich hier in München an einem Gymnasium ein Praktikum machte für mein Diplom als Deutschlehrer, da war ich überrascht von der Atmosphäre des Unterrichts. Das kannte ich nicht. Das waren Schüler der 9. Klasse und die waren natürlich sehr frech. Am Schluss der Stunde packten sie einfach ihre Sachen und rannten weg, ohne zu grüßen. So etwas gibt es in Korea nicht.
[…]
Ein Lehrer ist grundsätzlich eine Respektsperson, also auch ein Sahbum-Nim. Vielleicht hat man aber auch Angst vor ihm, denn er ist ein Do-in, also nicht nur ein charakterlich, sondern auch ein körperlich geschulter Mann. Man fürchtet ihn also auch ein wenig. Für Japaner, Koreaner, Chinesen ist ein Sahbum-Nim ein Begriff, den die sofort verstehen. […] Was er sagt, das haben wir ohne Kritik angenommen. Wir hätten nie gewagt, „Warum?“ zu sagen.

## Gesundheit
- Die hohen Beintechniken des Taekwondo können langfristig bei falscher oder zu kurzer Aufwärmphase und bei falscher Ausführung zu Hüft- oder Muskelschäden (Zerrungen, Muskelfaserrisse und Vernarbung des Muskelgewebes) führen, da schnelle Dehnungen unter Anwendung von Schnellkraft ausgeführt werden. Sehr wichtig ist hier ein Training, das körperbewusst geführt wird. Hohe Tritte seitwärts müssen etwa mit ausgedrehtem Standbein durchgeführt werden, um Hüftschäden zu vermeiden. Bei korrekter Anleitung ist Taekwondo eine sehr gesunde Sportart, gerade für die Hüfte, da sie Dehnbarkeit und Beweglichkeit erhält. Eventuelle körperliche Beschwerden sollten vor Trainingsbeginn unbedingt mit dem Trainer geklärt werden.
- Abhärten von Haut und Knochen durch entsprechende Maßnahmen (Schlagtraining und so weiter) können auf Dauer schaden, sind jedoch beim Taekwondo weniger üblich.
- Bei Schnapptritten nach vorne und Handschlägen muss der Trainer sicherstellen, dass sie nicht bis zum Anschlagpunkt im Knie- oder Ellenbogengelenk durchgeführt werden. Wenn sich die gesamte Kraft des Schlages bei Übungen regelmäßig im Gelenk entlädt, führt dies zu Verschleißerscheinungen.
- Manche Wettkampftechniken, die mit bloßem Fuß entschärft ausgeführt werden, etwa mit dem Außenrist anstatt mit dem Ballen, können bei Ausführungen in der Realität und gegen Gegenstände zu Verletzungen führen. Ein gutes Training vermittelt ein klares Bewusstsein für die Unterschiede zwischen Techniken im sportlichen Wettkampf und Techniken, wie sie im Bruchtest oder in einer realen Kampfsituation genutzt würden.